# Eclissi solare dell'8 aprile 1652
L'eclissi solare dell'8 aprile 1652 è un evento astronomico che ha avuto luogo il suddetto giorno attorno alle ore 10.22 UTC. L'evento, di tipo totale, è stata visibile in alcune parti dell'Europa.
L'eclissi ha avuto un'ampiezza massima di 213 km ed è durata 2 minuti e 49 secondi.

## Osservazioni documentate
Documenti scritti riportano che osservando l'eclissi da Carrickfergus, un paesino sulla costa nord irlandese, tale dottor John Wybard scrisse in latino:
(John Wybard)

## Eclissi correlate

### Ciclo di Saros 133
L'eclissi fa parte del ciclo di Saros 133, che si ripete ogni 18 anni, 11 giorni, comprendente 72 eventi. La serie è iniziata con un'eclissi solare parziale il 13 luglio 1219. Comprende eclissi anulari dal 20 novembre 1435 al 13 gennaio 1526, con un'eclissi ibrida il 24 gennaio 1544. Comprende eclissi totali dal 3 febbraio 1562 fino al 21 giugno 2373. La serie termina al membro 72 con un'eclissi parziale il 5 settembre 2499. La durata più lunga della totalità è stata di 6 minuti e 49 secondi il 7 agosto 1850. Le eclissi totali di questa serie divengono sempre più brevi e più e si manifestando sempre più a sud del mondo ad ogni iterazione. Tutte le eclissi di questa serie si verificano nel nodo ascendente della Luna.